# Šamil Adzynba
Šamil Adzynba (abchazsky Шамиль Аӡынба, rusky Шамиль Омарович Адзынба (Šamil Omarovič Adzynba), gruzínsky შამილ აძინბა; nar. 21. května, 1970) je abchazský politik, právník a fotbalový činovník, jenž za vlády prezidenta Raula Chadžimby působil jako první místopředseda vlády Abcházie. Během tohoto angažmá sloužil dvakrát jako úřadující premiér Abcházie v letech 2015 a 2016 místo odvolaných řádných premiérů.

## Mládí a studium
Šamil Adzynba se narodil 21. května 1970 do abchazské rodiny v adžarském Batumi, kde prožil i své dětství a mládí. V roce 1987 dokončil vzdělání na batumské ruské střední škole č.25. Po uzavření tohoto studia pracoval rok v podniku RCU Chimfarm v Batumi. V letech 1988 až 1990 absolvoval základní vojenskou službu v řadách sovětské armády.
Po ukončení svých povinností u armády nastoupil v roce 1990 na Abchazské státní univerzitě na tamní právnickou fakultu. Studium občanského práva zde dokončil kvůli válečným událostem a následně při zaměstnání až v roce 1997.

## Kariéra
V únoru roku 1992 se celá rodina Adzynbových přestěhovala do Abcházie, kde však brzy poté vypukla válka. Šamil Adzynba v ní bojoval na straně abchazských separatistů a sloužil v jednotce tankistů. Za své působení v rodící se abchazské armádě získal titul "Hrdina Abcházie." (abchazsky Аҧсны афырхаҵа)
Se skončením bojů se stal od roku 1994 hrajícím ředitelem nově vzniklého abchazského fotbalového klubu Abazg Suchum, kde působil na plný úvazek dva roky. V roce 1996 přešel do podniku Suchumský melzavod na výrobu mouky, kam nastoupil na pozici obchodního ředitele. V dalším roce dokončil svá studia a mohl se od té doby až do roku 2005 věnovat svému fotbalovému klubu Abazg, kde se zasloužil o jeho další rozvoj, a dalším podnikatelským aktivitám. V dubnu 2005 přišla první politická funkce v jeho kariéře, když byl dosazen do funkce náměstka předsedy abchazského státního komisaře mládeže a sportu. Od září 2005 zaujmul funkci předsedy Rady pro politiku mládeže při kanceláři prezidenta Republiky Abcházie.

### Prezidentské volby 2011
Na konci května 2011 náhle zemřel abchazský prezident Sergej Bagapš a dle Ústavy Abcházie se do tří měsíců musely konat předčasné prezidentské volby, kterých se zúčastnili tři kandidáti: Bagapšův viceprezident a nynější úřadující prezident Aleksandr Ankvab, Bagapšův premiér Sergej Šamba a opoziční politik Raul Chadžimba. Šamil Adzynba se stal členem volebního štábu Sergeje Šamby, jenž si ho vybral jako svého kandidáta na viceprezidenta. Oba byli do voleb nominováni 8. července toho roku a žádost o registraci kandidatury u volební komise podali 16. července. Adzynba se Šambou i s ostatními kandidáty splnili povinný jazykový test z abcházštiny dne 20. července 2011 a jejich kandidatura byla o pět dní později Abchazskou centrální volební komisí schválena.
Šamba s Adzynbou si během kampaně zajistili podporu Strany ekonomického rozvoje Abcházie, Komunistické strany Abcházie a od členů Asociace mládeže, avšak volby nakonec vyhrál Aleksandr Ankvab. Tandem Šamby a Adzynby skončil na druhém místě se ziskem 21,02 % voličů, těsně před třetím Chadžimbou.

### Vicepremiér a úřadující premiér Abcházie
V roce 2014 se novým prezidentem Abcházie stal následkem nepokojů Raul Chadžimba, který Adzynbu dne 15. října 2014 jmenoval prvním místopředsedou vlády.
Dne 16. března 2015 odvolal prezident Chadžimba z funkce premiéra Beslana Butbu a pověřil Adzynbu výkonem funkce premiéra, dokud nebude jmenován řádný nový premiér. 20. března jmenoval Chadžimba premiérem Artura Mikvabiju a Adzynba se znovu vrátil na pozici prvního místopředsedy vlády.
Adzynba se stal na krátký čas úřadujícím premiérem znovu od 26. července 2016, když Mikvabia na svou funkci rezignoval. Novým premiérem se následně 5. srpna stal Beslan Barcic. Tato a další změny ve vládě však dle Adzynby porušily abchazský jazykový zákon, dle kterého musí všichni vládní činitelé znát a používat abcházštinu jako jednací jazyk. 15. srpna tedy podal demisi na funkci prvního místopředsedy vlády i on sám. Adzynbova rezignace byla prezidentem Chadžimbou přijata ještě téhož večera.